# Christian Gottlob Dierig

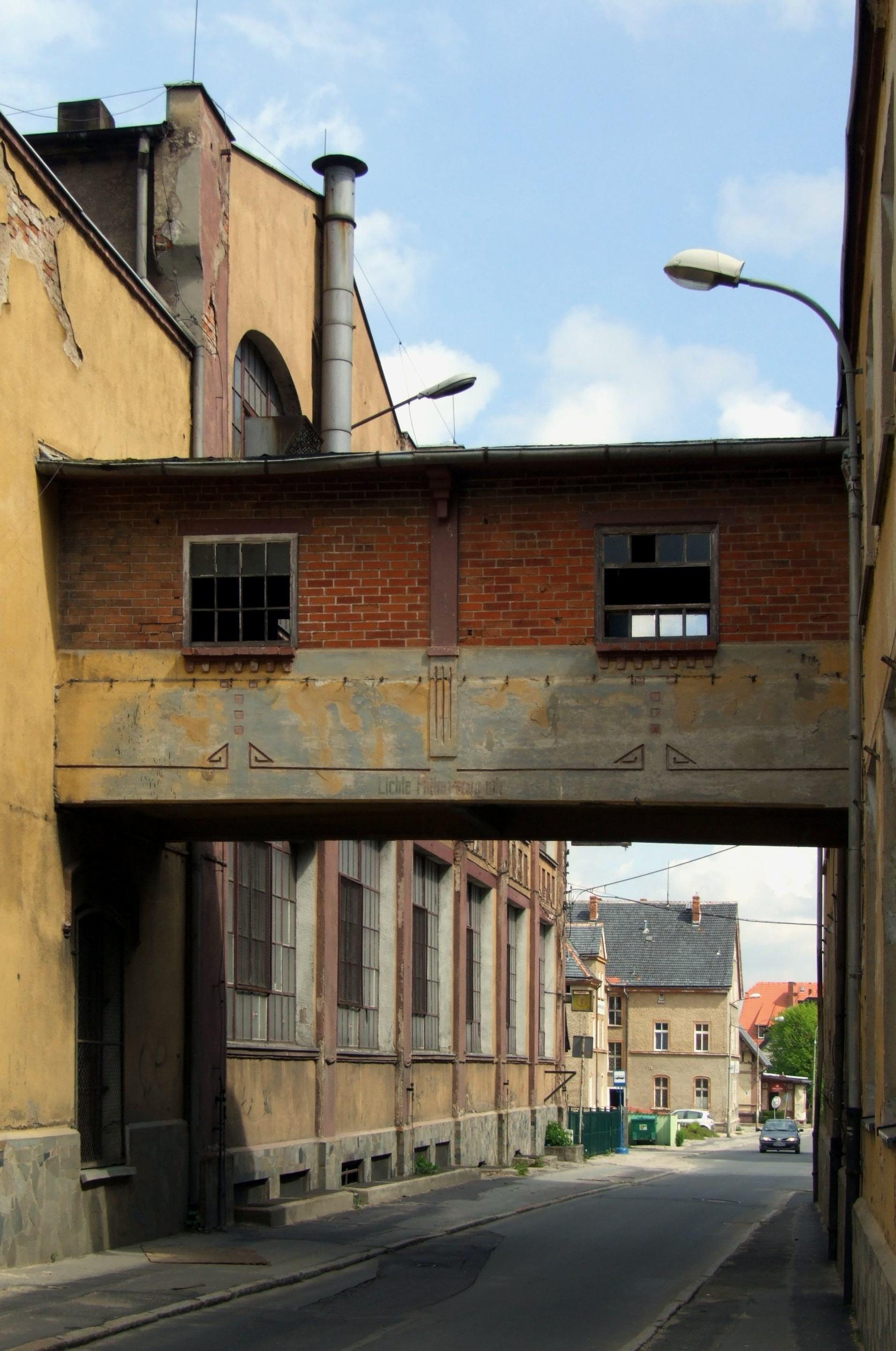
Zabudowania dawnego zakładu Christian Dierig AG w Bielawie z oryginalnym, przedwojennym napisem

Christian Gottlob Dierig (ur. 1781 w Bielawie, zm. 24 stycznia 1848 w Bielawie) – przemysłowiec niemiecki, jeden z pionierów przemysłu włókienniczego na Dolnym Śląsku.
Dierig pochodził z rodziny o długich tradycjach tkackich, osiadłej w Bielawie od XVII w., i pracującej przede wszystkim w systemie pracy nakładczej. W 1805 Dierig podjął własną działalność gospodarczą, zakładając przedsiębiorstwo Christian Dierig, co wiązało się z koniecznością samodzielnego zakupu materiału i zlecania jego obróbki.
Mimo ogólnego kryzysu tkactwa na Śląsku na przełomie XVIII i XIX w., zakład Dieriga rozwijał się dobrze – przede wszystkim dzięki orientacji na produkty niszowe (drelichy, prześcieradła, perkale, barchany i obicia żakardowe). W 1820 Dierig przeniósł rosnącą produkcję do nowego, większego obiektu, a w 1830 wybudował własną tkalnię żakardową. Podstawą działalności firmy była jednak nadal praca zlecana chałupniczym podwykonawcom – w tym czasie Dierig współpracował z 3 tys. tkaczy i 1 tys. przędzalników z Bielawy i okolic.
Korzystna koniunktura uległa jednak stopniowemu pogorszeniu wskutek wzrostu popularności bawełny i rosnącej konkurencji ze strony tańszych w eksploatacji tkalni mechanicznych w Europie Zachodniej. Pozbawieni ochrony celnej ze strony rządu pruskiego i wystarczających środków inwestycyjnych przemysłowcy próbowali utrzymać konkurencyjność za pomocą redukcji płac, co przy fatalnej sytuacji bytowej tkaczy śląskich doprowadziło do wybuchu społecznego niezadowolenia.
5 czerwca 1844, w trakcie powstania tkaczy śląskich, 3 tys. tkaczy wdarło się na teren zakładów Dieriga oraz do jego domu. Mimo krwawej interwencji wojska (11 zabitych, 24 ciężko rannych), okupujących usunięto dopiero po kilku dniach. Zniszczenia towaru i maszyn dokonane podczas okupacji były bardzo poważne i sięgnęły 80 tys. talarów. Doprowadziło to do wycofania się Dieriga z życia zawodowego jeszcze w tym samym roku. Kontrolę nad firmą przekazał on synom Wilhelmowi i Friedrichowi, którzy zmienili jej nazwę na Gebrüder Dierig („Bracia Dierig”).
Mimo kryzysu roku 1844 potomkom Dieriga udało się w następnych latach doprowadzić przedsiębiorstwo do świetności. Pod nazwą Christian Dierig AG stało się ono w II poł. XIX w. największą fabryką tekstylną na Dolnym Śląsku. Główne zakłady Dieriga w Bielawie zostały w 1945 znacjonalizowane przez państwo polskie (dziś znane jako Bielbaw), jednak dzięki posiadaniu fabryki w Augsburgu w zachodniej strefie okupacyjnej Niemiec, firma Christian Dierig AG zachowała ciągłość prawną, i kierowana jest, jako  Dierig Holding AG, przez rodzinę Dierigów do dziś.

## Wywód Genealogiczny
| 4. Gottfried Dierig ( 1718 - 1766 ) |  |                                           |  |  |                                             |
|                                     |  | 2. Johann Gottfried Dierig ( 1755 -1816 ) |  |  |                                             |
| 5. ???                              |  |                                           |  |  |                                             |
|                                     |  |                                           |  |  | 1. Christian Gottlob Dierig ( 1781 - 1848 ) |
| 6. ???                              |  |                                           |  |  |                                             |
|                                     |  | 3. ???                                    |  |  |                                             |
| 7. ???                              |  |                                           |  |  |                                             |
|                                     |  |                                           |  |  |                                             |